# Washington Bannen
Washington Bannen Mujica (Santiago, 1881-Santiago, 2 de julio de 1947) fue un abogado y político chileno, miembro del Partido Radical (PR). Se desempeñó como alcalde de la comuna de Santiago entre 1915-1916 y 1942-1943.

## Familia y estudios
Nació en Santiago de Chile en 1881, hijo único del matrimonio conformado por el político radical Pedro Bannen Pradel y Eduarda Mujica. Realizó sus estudios superiores en la Facultad de Derecho de la Universidad de Chile. Juró como abogado ante la Corte Suprema el 29 de abril de 1903.
Se casó con Julia Maturana Valenzuela, teniendo descendencia. Hijos: Pedro Bannen Maturana, Julia Bannen Maturana. 

## Carrera política
Militante del Partido Radical (PR), hacia 1915 se desempeñaba como regidor de la comuna de Santiago. El 3 de mayo de ese año, fue nombrado por el presidente Ramón Barros Luco como alcalde de la misma, cargo que ocupó hasta el 2 de noviembre de 1916. Durante su gestión edilicia creó la Caja de Ahorro y de Retiro de los Empleados Municipales.
Volvió a ostentar el mismo puesto de alcalde de Santiago, entre el 30 de mayo de 1942 y el 1 de junio de 1943, en esa oportunidad nombrado por el presidente Juan Antonio Ríos, y actuó simultáneamente como intendente de la provincia de Santiago hasta 1946, año en que asumió como director general del Servicio de Registro Civil e Identificación de Chile.
Entre otras actividades, fue bombero, y miembro del Club Hípico de Santiago, siendo su director. Falleció actuando como director general del Registro Civil, en Santiago el 2 de julio de 1947, a los 65 años.